# Hidda
Hidda, ufficialmente chiamata anche Hitta, (Ostfalia, 885 circa – Gerusalemme, 969/970) fu una contessa di Ostfalia e pellegrina a Gerusalemme nell'Alto medioevo.

## Origini e famiglia
Hidda era la figlia del conte Tietmaro († 1 giugno 932) e di Hildegard (Ildegarda). Donald C. Jackman considera Hildegard una figlia di Glismut, una sorella del re Corrado I. Hidda avrebbe preso il nome da sua madre, perché il nome è la l'unione dei nomi femminili che iniziano con Hild-, derivato da Hildegard, nome composto dalla parola ahd. (antico alto tedesco) hiltja = lotta e gard = riparo, protezione. Hidda aveva due fratelli, Sigfrido di Merseburgo († 1 giugno 937), che succedette al padre, e Gero († 20 maggio 965), il margravio successivo.

## Biografia
Dopo il 900, nasce il suo primo figlio Gero dal marito Cristiano, facendoci indurre nel ritenerli già sposati entro quella data. Cristiano era probabilmente un Billungo e già a quel tempo possedeva Nienburg (Saale) al confine tra il Nordthüringgau e Schwabengau.
Nell'anno 906, la famiglia di Hidda e i Liudolfingi si imparentarono attraverso il matrimonio del duca di Sassonia Enrico (in seguito re) con la cugina di Hidda, Hatheburga di Merseburgo. Il padre di Hidda, Tietmaro, essendo stato ex tutore di Enrico, era stato scelto come suo consigliere.
Verso l'anno 920 le nacque un secondo figlio, Tietmaro, che raggiunse l'età adulta. Nella ricerca, ci sono state molte speculazioni su altri figli nati in mezzo, che si dice siano morti giovani, o su figlie che si sono sposate con altre famiglie nobili, senza che sia mai stata possibile fornire alcuna prova chiara.
Nel 932 suo padre morì, lasciando la contea del Nordthüringgau a suo fratello Gero. Dopo la morte di suo fratello Sigfrido nel 937, Gero gli succedette come margravio e lasciò il Nordthüringgau al marito Cristiano, che ora si trova nei Altsiedelland dei Sassoni ben oltre il nuovo confine orientale. In questa occasione Cristiano fu anche nominato conte del Gau di Svevia, dove era succeduto nei diritti ai conti suebi, sconfitti in precedenza dai Liudolfingi. Già nel 944, Cristiano trasferì la contea nel Nordthüringgau al suo secondogenito Tietmaro, che all'epoca era ancora molto giovane, perché il suo primogenito Gero aveva deciso di intraprendere la carriera ecclesiastica, diventando successivamente arcivescovo di Colonia. Alla contea di Cristiano di Schwabengau si unì anche quella del vicino distretto di Serimunt nel 945, dopo che i conti ancestrali suebi poterono esservi trasferiti in un primo momento.
Nel 950 il marito Cristiano morì e fu probabilmente sepolto nell'ex abbazia imperiale di Frose in Svevia fondato intorno all'869/870 da parte di Ludovico II il Germanico. Questo monastero era stato rinnovato poco prima del 950 dal fratello Gero. Il monastero di Nienburg non è esistito fino al 975.
Nel 959 suo nipote Sigfrido, l'ultimo figlio di Gero, morì senza figli. Prima di allora, anche l'altro figlio di Gero, il diacono Gero, era morto senza figli. Poiché ciò significava che la linea del potente margravio sarebbe estinta, fu fondato il monastero commemorativo di Gernrode, al quale era subordinato anche il monastero di Frose, con badessa Hathui, vedova di Sigfrido. Nel primo edificio della collegiata di Gernrode c'era già una nicchia funeraria sacra (successivamente ampliata nella famosa tomba sacra). Qui divenne chiaro il desiderio del fondatore Gero di essere sepolto il più vicino possibile al Santo Sepolcro per partecipare alla morte e alla resurrezione di Gesù Cristo. Gero aveva fatto due pellegrinaggi a Roma, ma nessuno in Terra Santa.
Seguendo lo stesso impulso tipico del tempo, Hidda intraprese un pellegrinaggio a Gerusalemme dopo la morte del fratello più giovane nel 965, dove si ammalò, morì e fu sepolta nel 969 o 970. Il suo pio desiderio di essere sepolta il più vicino possibile a Cristo era quindi molto reale. Ordinò alle sue serve di lasciare Gerusalemme il prima possibile dopo la sua sepoltura, prevedendo la sua conquista da parte dei Fatimidi, cosa che effettivamente avvenne, e questi saccheggiarono anche il Santo Sepolcro (979). Inoltre, le serve riferirono la volontà che il figlio Gero erigesse un altare in sua memoria nella chiesa del monastero di Santa Cecilia a Colonia. A quel tempo, Bereswinta, una figlia del re Enrico l'Uccellatore, il quale era già morto nel 936, era badessa (962–982) del monastero femminile. Fu solo nel 965 che il fratello di Bereswinta, l'arcivescovo Bruno, aveva lasciato in eredità a questa fondazione 50 libbre d'argento per il completamento dell'edificio della chiesa, così che la chiesa con una nuova cripta sembrava essere una buona base per un sito commemorativo. Tuttavia, questa collegiata ottoniana fu sostituita nel XII secolo da un nuovo edificio Hohenstaufen, per cui l'altare di Hidda non si conservò.
Dieter Riemer e Ulrich Kuder considerano Hidda come la committente del Codice di Hidda, dopo di che Gero continuò l'opera della madre dopo la di lei morte.

## Discendenti
Suo figlio Gero donò l'omonimo codice intorno al 969 e nello stesso anno fu eletto arcivescovo di Colonia (confermato dall'imperatore Ottone I nel 970). È improbabile che Hidda lo venne a sapere. Gero morì il 28 giugno 976 con la fama di santità e fu sepolto nella cattedrale di Colonia, dove ricevette anche una alta tumba funeraria nella cappella di Santo Stefano intorno al 1260. La sua festa come santo cattolico è il 29 giugno.
Grazie al suo potere in diverse contee, suo figlio Tietmaro divenne margravio di una parte dell'area di suo zio, la marca del Nord, dopo la morte del margravio Gero nel 965. Nel 970 riuscì ad acquisire la contea nel Gau Serimunt e nel 976 anche i margraviati di Meißen e Merseburgo. Non fu in grado di mantenere a lungo queste numerose e alte cariche, che lo avevano reso l'erede principale di Gero, perché morì poco dopo nel 978 e fu sepolto nella chiesa del monastero di Nienburg. Solo tre anni prima lui e suo fratello, l'arcivescovo Gero di Colonia, avevano trasferito lì il monastero di Thankmarsfelde sulle montagne dell'Harz. Solo alcune parti dei suoi vasti possedimenti andarono a suo unico figlio Gero, mentre i margraviati tornarono all'Eccardingio Gunther di Merseburgo. Nel 993 Gero potrebbe almeno diventare margravio della marca di Lusazia.

## Eventi successivi
Una figlia del margravio di Lusazia Odo I, parente stretto del margravio Gero, nata intorno al 970, prese il nome da Hidda.
Con la morte del margravio (di Lusazia) senza figli Odo II, il suo unico pronipote maschio, la sua stirpe in linea maschile si estinse poco dopo il 1032, dopo di che i Wettin suebi acquisirono per la prima volta il suo margraviato e nel 1089 anche l'importante margraviato di Meißen. Questa stirpe fornì successivamente gli elettori ei re sassoni fino al 1918.
Lo Schwabengau e il Gau Serimunt si svilupparono nella terra ancestrale dei suebi Ascanidi, che in seguito possedettero il principato di Anhalt (fino al 1918), la marca di Brandeburgo (fino al 1320) e il ducato di Sassonia (fino al 1423).
Le famiglie nobili sassoni un tempo così potenti dei Liudolfingi (Ottonidi) e dei Billunghi, che erano imparentate per matrimonio con la famiglia di Hidda, si estinsero già nel 1024 (Ottonidi) e poi nel 1106 (Bilunghi) in linea maschile.
A Mönchengladbach oggi, oltre al parco (Geropark) e al laghetto (Geroweiher) intitolati a suo figlio Gero arcivescovo di Colonia, la "Hittastraße" che confina con il parco è intitolata a lei.